# Lucas Godoy
Lucas Godoy (Córdoba, 23 de diciembre de 1988) es un exjugador de fútbol argentino. Jugaba en la posición de enganche. Surgido de las divisiones inferiores del Club Atlético Huracán (Córdoba), concluyó su carrera en ese mismo club, habiendo jugado también en otros clubes de su país, incluyendo Talleres de Córdoba e Instituto. 

## Clubes
| Club                   | País      | Año         |
| ---------------------- | --------- | ----------- |
| Talleres de Córdoba    | Argentina | 2009        |
| Instituto              | Argentina | 2009 - 2011 |
| General Paz Juniors    | Argentina | 2012        |
| Guaraní Antonio Franco | Argentina | 2012 - 2013 |
| Instituto              | Argentina | 2013 - 2014 |
| Sportivo Peñarol       | Argentina | 2014 - 2015 |
| Atlético Güemes        | Argentina | 2015        |
| Sportivo Desamparados  | Argentina | 2016        |
| Agropecuario Argentino | Argentina | 2016 - 2017 |
| Atlético Güemes        | Argentina | 2017        |
| Huracán de Córdoba     | Argentina | 2019 - 2021 |